# Belle van Zuylenring
De Belle van Zuylenring is een Nederlandse literatuurprijs voor een (internationaal) schrijver. De prijs wordt sinds 2019 uitgereikt aan de persoon die de Belle van Zuylenlezing geeft, die sinds 2005 jaarlijks wordt gehouden. De lezing werd in 2011 onderdeel van het International Literature Festival Utrecht (ILFU), dat sinds dat jaar wordt gehouden. Deze prijs werd vanaf 2019 aan de lezing verbonden door het ILFU in samenwerking met de gemeente Utrecht. De eerste uitreiking van de ring vond plaats op 11 januari 2020 en werd uitgereikt aan Chimamanda Ngozi Adichie, die op die dag de elfde Belle van Zuylenlezing hield. De ring is gemaakt naar ontwerp van Karin Wichers. De prijs is vernoemd naar de Utrechtse schrijfster Belle van Zuylen. 

## Ontvangers
- januari 2020 Chimamanda Ngozi Adichie[2][3][4][5]
- oktober 2020 Margaret Atwood[8]
- september 2021 Elena Ferrante[9]
- september 2024 Svetlana Aleksijevitsj[10][11][12]